# Winfrid Alden Stearns
Pour les articles homonymes, voir Stearns.
Winfrid Alden Stearns est un naturaliste américain né en 1852 et mort en 1909.
Il est membre de l’Amherst College et fait une expédition dans le Labrador en 1882.

## Liste partielle des publications
- 1880 : List of birds in vicinity of Fishkill-on-Hudson, N.Y.[2] (New York).
- 1881-1883 : avec Elliott Coues (1842-1899) New England bird life: being a manual of New England ornithology[3] (Lee and Shepard, Boston ; C.T. Dillingham, New York).
- 1884 : Labrador, a sketch of its people, its industries and its natural history[4] (Lee, Boston).
- 1892 : Bird life in Labrador[5].

## Orientation bibliographique
- Sidney Irving Smith (1884) List of the Crustacea Dredged on the Coast of Labrador by the Expedition Under the Direction of Winfrid Alden Stearns, in 1882. Washington, D.C.: Smithsonian Institution Press.